# Église Saint-Martin d'Harbonnières
L'église Saint-Martin d'Harbonnières est située à Harbonnières dans le département de la Somme à environ 25 km à l'est d'Amiens. C'est l'une des plus vastes du Santerre ce qui lui valut d'être surnommée la « petite cathédrale du Santerre » par Louis-François-Gabriel d'Orléans de la Motte, évêque d’Amiens au XVIIIe siècle.

## Histoire
L'église fut fondée en 1104 et relevait alors pour moitié du prieuré de Lihons-en-Santerre, pour l’autre de l’abbaye de Saint-Fuscien et du prieuré de Méricourt-sur-Somme.
Aucune trace de l'édifice fondé au XIIe siècle ne subsiste. Le sanctuaire est placé sous le vocable de saint Martin.
Lors de la première moitié du XVIe siècle, la reconstruction de l'église fut entreprise ce qui est confirmée par les dates de 1553 et 1568 inscrites sur la petite niche de la chapelle méridionale et sur le pignon du croisillon sud du transept. Cette reconstruction a été faite sous le patronage de la famille de Lorraine, seigneurs d'Harbonnières depuis la fin du XIVe siècle.
Au cours du XVIIe siècle, les combles, les charpentes ainsi que le portail de la façade occidentale, repris dans le style classique, ont été restaurés. En 1693, le clocher fut construit à la croisée du transept.
Les voûtes de la nef furent ravagées dans un violent incendie en 1782 et refaites en plâtre.
Vers 1840, la structure du clocher, dont le poids altérait les piles du transept, fut allégée.
L'église est classée monument historique depuis 1906.

## Architecture et décoration
Construite en craie, on distingue, dans cette église, deux styles architecturaux différents : le gothique flamboyant de la nef et des bas-côtés et le style Renaissance du chœur et du transept. Son plan est celui d'une croix latine avec une nef à cinq travées, un transept peu saillant, un chœur à abside polygonale.

### L'extérieur

#### Façade occidentale
La façade principale de l'église est datée de 1595, elle est renforcée par deux contreforts sculptés. Le portail de style classique a été refait en 1696. Il est surmonté d'une grande rosace de style gothique flamboyant surmontée elle-même par une rosace plus petite.

#### Façade méridionale
L'avant dernière travée du bas-côté sud de la nef s'ouvre sur un portail en arc surbaissé. Son tympan est décoré des emblèmes des quatre évangélistes et du buste de Dieu le père. Le portail est entouré d'une arcade en tiers point à quatre voussures terminées par un baldaquin en accolade orné d'un blason dont la sculpture est détruite.

#### Le transept
Sur le bras sud du transept, à l'extérieur, une tourelle abrite un escalier à vis qui mène aux combles et au clocher. Des modifications ont été apportées à l'édifice au XVIIe siècle, notamment en ce qui concerne la façade occidentale et le clocher surmontant la croisée du transept. Le clocher est surmonté d'un dôme.

### L'intérieur

#### La nef
La nef à cinq travées est dépourvue d’éclairage direct hormis la rose de la façade occidentale. En 1782, les voûtes en pierre de la nef sont détruites par un incendie, elles furent remplacées par des voûtes en plâtre.
De grandes arcades reposent sur des piles très creusées au-dessus desquelles un important mur opaque porte les voûtes de la nef : cette structure est courante dans le Santerre.
Les chapiteaux des collatéraux traduisent cette évolution : on passe des feuillages flamboyant aux chimères renaissance, les chapiteaux du transept étant doriques.
Un important mobilier de style Louis XIV et des œuvres d'art sont venus enrichir l'église : deux autels latéraux, retables avec lambris et tableaux : L'Annonciation surmonté d'une statue de Vierge à l'Enfant dans le bas-côté nord, dans le bas-côté sud, la Lapidation de saint Etienne, surmonté d'une statue de saint Sébastien sont inscrits en tant que monuments historiques au titre d'objets depuis le 10 janvier 2003) ; boiseries ; buffet d'orgues, chaire en bois sculpté datée de 1680 décorée de sculptures représentant la prédication de Jean-Baptiste au désert, les quatre évangélistes et Martin de Tours renversant les idoles. La chaire est classée monument historique au titre d'objet : arrêté du 4 janvier 1915.
Deux reliefs : L' Annonciation et l' Adoration des bergers datent de la première moitié du XVIIIe siècle. Objets  Classé MH (2004).

#### L'orgue
Un orgue destiné primitivement à la cathédrale d'Amiens fut installé dans la tribune de la nef accolée au revers de la façade occidentale. Cet orgue est composé d'un buffet à deux corps : le grand buffet à cinq tourelles couronnées de statues d'anges musiciens et le positif à trois tourelles. L'instrument actuel a été construit par Victor Gonzalez dans les années 1920 et installé dans l'ancien buffet du XVIIIe siècle.

#### Le chœur
Le chœur de style renaissance se termine par une abside à cinq pans. Les baies du chœur ont une forme cintrée et les six quartiers du réseau rappelle le motif de la coquille. Les chapiteaux de l'abside sont de style corinthien.
Des grilles de 1715 et un banc de communion clôturent le chœur qui est décoré de boiseries du XVIIIe siècle. Le maître-autel en bois doré et peint est surmonté d'un tableau d'Alexis-Joseph Mazerolle représentant La Résurrection (1855). Il est encadré de deux sculptures représentant saint Jean-Baptiste et un évêque. Le tout est classé monument historique au titre d'objet : arrêté du 12 janvier 2004.

#### Le transept
La croisée du transept repose sur quatre gros piliers ronds qui supportent le clocher. Les voûtes d'ogives du transept sont en pierre comportes des liernes et des tiercerons. Les chapiteaux du transept son doriques puis ioniques dans les chapelles latérales.